# Edwin Kipyego
Edwin Kipyego, né le 16 novembre 1990, est un athlète kenyan spécialiste des courses de fond. 

## Biographie

### Palmarès
| Date | Compétition                            | Lieu              | Résultat | Épreuve    | Performance     |
| ---- | -------------------------------------- | ----------------- | -------- | ---------- | --------------- |
| 2012 | Course Marseille-Cassis                | Marseille, Cassis | 1er      | 20 km      | 58 min 16 s     |
| 2015 | Course Marseille-Cassis                | Marseille, Cassis | 1er      | 20 km      | 57 min 18 s     |
| 2016 | Championnats du monde de semi-marathon | Cardiff           | 12e      | Individuel | 1 h 01 min 52 s |